# 拉梅查·吉爾馬
拉梅查·吉爾馬（Lamecha Girma，2000年11月26日—），埃塞俄比亞田徑運動員，他代表埃塞俄比亞隊參加了日本舉行的2020年夏季奧林匹克運動會，並且在男子3000米障礙賽上獲得銀牌。同時也獲得了三屆世界田徑錦標賽的銀牌。
2023年，拉梅查·吉爾馬在鑽石聯賽打破了3000公尺與3000公尺障礙的世界紀錄，成為世界紀錄保持人。